# Simon Schoch
Simon Schoch (Winterthur, 7 ottobre 1978) è uno snowboarder svizzero.
È fratello di Philipp vincitore dell'oro nello slalom gigante parallelo a Torino 2006 e a Salt Lake City 2002. A Torino I due fratelli si affrontarono nella finale: vinse Philipp (l'oro per lui, l'argento per il fratello Simon).

## Biografia
Specialista dello slalom parallelo e dello slalom gigante parallelo, ha esordito in Coppa del Mondo il 14 novembre 1997 nello slalom gigante di Tignes in Francia giungendo 71º. Sei anni dopo a Serre Chevalier conquista la sua prima vittoria in un gigante parallelo.
Ai Mondiali di Kreischberg 2003 conquista un argento nel gigante parallelo ed un bronzo nel slalom parallelo mentre, sempre nello slalom parallelo. Nell'edizione di Arosa 2007 si aggiudica l'oro iridato. Un'ulteriore medaglia, un argento, Schoch la ottiene a La Molina 2011, ancora una volta nella medesima disciplina.
Partecipa ai XXI Giochi olimpici invernali di Torino 2006 vincendo l'argento, giungendo proprio alle spalle del fratello Philipp nel gigante parallelo. Può vantare due Coppe del Mondo assolute e due Coppa del Mondo di slalom parallelo, tutte realizzate nelle stagioni 2006 e 2007.

## Palmarès

### Olimpiadi
- 1 medaglia:
  - 1 argento (in slalom gigante parallelo a Torino 2006).

### Mondiali
- 4 medaglie:
  - 1 oro (in slalom parallelo a Arosa 2007).
  - 2 argenti (in slalom gigante parallelo a Kreischberg 2003; in slalom parallelo a La Molina 2011).
  - 1 bronzo (in slalom parallelo a Kreischberg 2003).

### Coppa del Mondo
- Vincitore della classifica generale nel 2006 e nel 2007.
- Vincitore della Coppa del Mondo di parallelo nel 2006 e nel 2007.
- Miglior piazzamento nella Coppa del Mondo di slalom parallelo: 2° nel 2014.
- Miglior piazzamento nella Coppa del Mondo di slalom gigante parallelo: 14° nel 2013.
- 31 podi:
  - 9 vittorie;
  - 14 secondi posti;
  - 8 terzi posti.

#### Coppa del Mondo - vittorie
| Data             | Luogo           | Paese    | Disciplina |
| ---------------- | --------------- | -------- | ---------- |
| 7 marzo 2003     | Serre Chevalier | Francia  | PGS        |
| 17 dicembre 2005 | Le Relais       | Canada   | PGS        |
| 22 gennaio 2006  | Haute-Nendaz    | Svizzera | PSL        |
| 3 marzo 2006     | San Pietroburgo | Russia   | PSL        |
| 22 ottobre 2006  | Sölden          | Austria  | PGS        |
| 21 dicembre 2006 | Bad Gastein     | Austria  | PSL        |
| 28 gennaio 2007  | Haute-Nendaz    | Svizzera | PSL        |
| 7 gennaio 2009   | Kreischberg     | Austria  | PSL        |